# Фатих Терим
Фатих Терим (тур. Fatih Terim; Адана, 4. септембар 1953), фудбалски је тренер и бивши фудбалер. Тренирао је неколико клубова из Турске и Италије, као и репрезентацију Турске и репрезентацију Турске до 21 године. Добио је Орден звезде од Италије и Турску државну медаљу предане службе. 
Интернационална федерација фудбалске историје и статистике (енгл. IFFHS) га је ставила међу 8 најбољих фудбалских тренера света, а награду је примио на церемонији 8. јануара 2001. у Ротенбургу, у Немачкој. Еуроспорт га је оригласио за најбољег тренера на Европском првенству у фудбалу 2008., а УЕФА га је прогласила за најбољег тренера исте године. Врлд сокер магазин га је ставио међу 7 најбољих тренера на свету у децембру 2008. године.

## Играчка каријера
Професионалну каријеру је почео 1969. године у Адани Демиспор. Због финансијских проблема је био једини играч који је тајно плаћен од стране клуба. После 3 године је постао капитен. 1974. године прелази у Галатасарај и тамо игра на позицији либера. Као капитен имао је улогу да замени повређене играче и заврши игру као либеро или бек. Играо је у Галатасарају 11 година и никада није освојио првенство, али је освојио Куп Турске 1976., 1982. и 1985. године, а Суперкуп Турске 1982. године. Абдулах Гегић, бивши тренер Партизана који је познавао Терима још од када игра штопера, рекао је да је Терим интелигентан одбрамбени играч као Франц Бекенбауер и рекао је да ће бити добар тренер јер је као штопер разумео игру.

### Статистика
| Клуб              | Сезона            | Лига     | Лига   | Куп      | Куп    | Остало   | Остало | Европска такмичења | Европска такмичења | Укупно   | Укупно |
| Клуб              | Сезона            | Утакмице | Голови | Утакмице | Голови | Утакмице | Голови | Утакмице           | Голови             | Утакмице | Голови |
| ----------------- | ----------------- | -------- | ------ | -------- | ------ | -------- | ------ | ------------------ | ------------------ | -------- | ------ |
| Адана Демиспор    | 1973/74           | 28       | 2      | -        | -      | -        | -      | -                  | -                  | 28       | 2      |
| Адана Демиспор    | Укупно            | 28       | 2      | -        | -      | -        | -      | -                  | -                  | 28       | 2      |
| Галатасарај       | 1974/75           | 30       | 2      | -        | -      | 3        | 0      | -                  | -                  | 33       | 2      |
| Галатасарај       | 1975/76           | 30       | 3      | 8        | 1      | 4        | 1      | 4                  | 0                  | 46       | 5      |
| Галатасарај       | 1976/77           | 29       | 2      | 2        | 0      | -        | -      | -                  | -                  | 31       | 2      |
| Галатасарај       | 1977/78           | 29       | 2      | 5        | 0      | 2        | 0      | -                  | -                  | 36       | 2      |
| Галатасарај       | 1978/79           | 27       | 2      | 2        | 2      | 3        | 1      | 2                  | 1                  | 34       | 6      |
| Галатасарај       | 1979/80           | 30       | 2      | 10       | 0      | 2        | 0      | 2                  | 0                  | 44       | 2      |
| Галатасарај       | 1980/81           | 27       | 2      | 6        | 0      | 1        | 0      | -                  | -                  | 34       | 2      |
| Галатасарај       | 1981/82           | 28       | 0      | 9        | 1      | 3        | 0      | -                  | -                  | 40       | 1      |
| Галатасарај       | 1982/83           | 29       | 1      | 2        | 0      | 2        | 1      | -                  | -                  | 33       | 2      |
| Галатасарај       | 1983/84           | 28       | 0      | 5        | 0      | 2        | 0      | -                  | -                  | 35       | 0      |
| Галатасарај       | 1984/85           | 30       | 0      | 8        | 3      | 3        | 0      | -                  | -                  | 41       | 3      |
| Галатасарај       | Укупно            | 317      | 16     | 57       | 7      | 25       | 3      | 8                  | 1                  | 407      | 27     |
| Укупно у каријери | Укупно у каријери | 345      | 18     | 57       | 7      | 25       | 3      | 8                  | 1                  | 435      | 29     |

## Репрезентативна каријера
Играо је за репрезентацију Турске до 19 година током 1971. године и забележио 7 наступа и није постигао ниједан гол. За репрезентацију Турске до 21 године је играо од 1973. до 1975. године и забележио је 10 наступа и није постигао ниједан гол. За сениорску репрезентацију Турске је играо од 1975. до 1985. године и забележио је 51 наступ, од чега 35 пута и својевремено је био рекордер у тим категоријама, а такође је постигао 2 гола.

### Голови
| # | Датум               | Стадион                              | Противник | Гол | Резултат на крају | Такмичење                                 |
| - | ------------------- | ------------------------------------ | --------- | --- | ----------------- | ----------------------------------------- |
| 1 | 18. март 1979.      | Стадион Измир Ататурк, Измир, Турска | Малта     | 2–1 | Победа            | Квалификације за Европско првенство 1980. |
| 2 | 24. септембар 1980. | Стадион Измир Ататурк, Измир, Турска | Исланд    | 1–3 | Пораз             | Квалификације за Светско првенство 1982.  |

### Статистика
| Фудбалска репрезентација Турске | Фудбалска репрезентација Турске | Фудбалска репрезентација Турске |
| Година                          | Утакмице                        | Голови                          |
| ------------------------------- | ------------------------------- | ------------------------------- |
| 1975                            | 5                               | 0                               |
| 1976                            | 6                               | 0                               |
| 1977                            | 8                               | 0                               |
| 1978                            | 3                               | 0                               |
| 1979                            | 6                               | 1                               |
| 1980                            | 5                               | 1                               |
| 1981                            | 4                               | 0                               |
| 1982                            | 3                               | 0                               |
| 1983                            | 8                               | 0                               |
| 1984                            | 3                               | 0                               |
| Укупно                          | 51                              | 2                               |

## Тренерска каријера

### Почетак
Након завршетка играчке каријере Јуп Дервал га је позвао у стручни штаб Галатасараја. Након тога је био тренер Анкарагјуџуа 18 месеци и након тога је отишао у Гезтепе на годину дана. Оба клуба је водио са успехом. 1990. године га је Зеп Пјонтек позвао у стручни штаб репрезентације Турске, а касније је био тренер репрезентације Турске до 21 године. 1993. године постао је тренер сениорске репрезентације Турске и одвео ју је на Европско првенство 1996., а то је био први наступ Турске на Европском првенству. 1996. године је постао тренер  Галатасараја и са њим освојио 4 трофеја Суперлиге Турске узастопно и Куп УЕФА 2000., што га чини најуспешнијим тренером у историји клуба и првим тренером тог клуба који је освојио европски трофеј (други европски трофеј који је галатасарај освојио био је УЕФА суперкуп 2000. и тада је био тренер Мирча Луческу.

### У Серији А

#### Фиорентина
После Галатасараја Терим је тренирао Фјорентину и посписао једногодишњи уговор. Због форсирања агресивне игре и добрих односа са председником клуба је био вољен међу фановима. Сезону је почео добро и победио Милан (4:0), играо са Јувентусом нерешено (3:3) и елиминисао Милан (укупно 4:2) за пролазак у финале Купа Италије. Терим је раскинуо уговор пре краја сезоне јер председник клуба није инвестирао у клуб. Румунска фудбалска легенда Георге Хађи је рекао да је за 5 месеци направио феноменалну екипу од Фјорентине, да је једини страни тренер који је то урадио и да може да тренитжра било који тим.

#### Милан
Током лета 2001. године Терим је одбио понуде Барселоне и Ливерпула и постао тренер Милана. У клуб су стигли Руи Коста, Умит Давала и Филипо Инзаги. Променио је систем игре Милана и увео формацију 4-3-1-2 са Костом који је био кључни играч. Стил игре је личио на тотални фудбал Ринуса Михелса. Терим је увео нападачки фусбал, али је Милан у то врем.е имао лошу одбрану и неретко ремизирао са лошијим екипама. После неколико лоших резултата је отпуштен.

### Галатасарај од 2002. до 2004.
Терим се лета 2002. вратио у Галатасарај. Због финансијских проблема у клубу и неуспелих трансфера је павио лоше резултате и отпуштен марта 2004. 

### Турска од 2005. до 2009.
Лета 2005. Терим је постао селектор Турске по 2. пут, одбивши понуде Интера и Роме. Био је тренер на последње 3 утакмице Квалификација за Светско првенство 2006. против Данске, Украјине и Албаније. Турска је била 2. у групи и отишла на бараж и играла са Швајцарском. Швајцарска је победила у Берну 2:0, Турска је победила код куће 4:2, али је Швајцарска прошла због више голова у гостима.
На Европском првенству 2008. Турска је изгубила од Португалије 2:0, али је победила Швајцарску]] са 2:1 и Чешку са 3:2 након преокрета који се десио у задљжњих 15 минута утакмице и тако заузела друго место иза Португалије (обе репрезентације су имале 6 бодова) и пласирала се у нокаут фазу Европског првенства. У четвртфиналу је победила Хрватску на пенале, али је у полуфиналу изгубила од Немачке са 3:2, иако је на кратко водила 1:0. Турска је током тог турнира водила само 13 минута. Било је понуда да Терим буде тренер Њукасла али је продужио уговор са Турском до 2012. године.
У Квалификацијама за Светско првенство 2010. је била у групи са Шпанијом, Босном и Херцеговином, Белгијом, Естонијом и Јерменијом забележила са Теримом 2 победе и исто толико ремија и пораза и није било шансе да се турска пласира на светско првенство. Терим је након тога дао оставку.

## Трофеји (као играч)

### Галатасарај
- Куп Турске (3) : 1975/76, 1981/82, 1984/85.
- Суперкуп Турске (1) : 1982.

## Трофеји (као тренер)

### Турска У21
- Медитеранске игре (1) : 1993.

### Галатасарај
- Првенство Турске (8) : 1996/97, 1997/98, 1998/99, 1999/00, 2011/12, 2012/13, 2017/18, 2018/19.
- Куп Турске (3) : 1998/99, 1999/00, 2018/19.
- Суперкуп Турске (4) : 1996, 1997, 2012, 2013.
- Куп УЕФА (1) : 1999/00.